# Тенеево (Самарская область)
Тене́ево (чув. Тенекасси) — село в Кошкинском районе Самарской области в составе сельского поселения Русская Васильевка. 

## География
Находится на правом берегу реки Кондурча на расстоянии примерно 14 километров по прямой на северо-восток от районного центра — села Кошки.

## История
Основано на месте одноимённой калмыцкой слободы в 1720—1730-х годах, вероятно, верховыми чувашами из западных районов нынешней Чувашской Республики: Курмышского (деревни Тенеево, Кадеево и другие), Ядринского (деревни Штанаши и другие) и Чебоксарского (деревни Ишаково и другие) уездов. В середине XIX века русские составляли 51% населения, занимали отдельную часть села. Жители — до 1835 года государственные, до 1860-х годов — удельные крестьяне; занимались земледелием, животноводством. По состоянию на 1900 год в селе функционировали волостное правление, земская школа, земская почтовая станция, в окрестностях села — три ветряных и одна водяная мельница.
Выходцы из Тенеева заселили ближние посёлки (выселки) Вишнёвка и Новое Тенеево. Когда население чувашской деревни увеличивались, новые молодые семьи переезжали в соседние свободные земли и занимали их для обрабатывания, так появлялись выселки которые позднее разрастались до новых поселений. 
Административно-территориальная принадлежность
В составе: Самарского уезда Симбирской губернии (в XIX — начале XX века), затем — Самарской губернии. В 1900 году — центр одноимённой волости. 

## Название
Наименование поселения происходит с чувашского языка, от словосочетания двух слов "Тĕне касси" - первое слово "Тĕне" как и синоним (диал.) "Тĕнче" означает Небеса, Вселенную, Мир и относится к традиционной религии чуваш "Чăн чăваш тĕни". Типично тюркское: Китайское: 天 tiān (тиень), Марийское: тÿня, Удмуртское: дунне, Узбекское: дунё, Азербайджанское: dünya, Турецкий: dünya, Татарское: дөнья, Башкирское: донъя. Второе слово как "Касси" переводится как "Улица" относительно и исключительно определяющее для поселения, выстроенных в один ряд домов (раньше йурт - çурт), не путать с "урам" - которое относится к открытому пространству, вне жилых помещений, под открытым небом. Слово "Касси" происходит от корня  "Касă" - "отрезок" , аналогичные слова в других языках:  Азербайджан: küçə, Казах: көшесі, Киргиз: көчө, Узбек: кўча, Финский: katu, Швед: gata, Грузин: ქუჩა (kucha), Идиш: גאַס (gas). Система инфраструктуры чувашских поселений: Если селение имеет более 1 улицы , они называются словами "Ял, Ель, Эль, Иль, Киль, Кель, Аль, пример:  Яка ель, Ереп ель, Курак ель, Салтак ель, а отрезки выстроенных в ряд домов (улицы) словом касси: школьная улица - шкул касси, горная улица - сăрт касси, овражная улица - çырма касси и прочее.

## Население
| 2010 |
| ---- |
| 295  |

Согласно переписи населения 1897 года в селе Тенеево (при реке Кондурче) Самарского уезда Самарской губернии в 209 дворах проживали 1251 человек: 623 мужчины и 628 женщин, русские и чуваши, православные и «идолопоклонники».

Постоянное население, согласно переписи 2002 года, составляло 308 человек, преобладающие национальности — русские (41%), чуваши (55%).

## Инфраструктура
По состоянию на 2010 год имелись школа, клуб, медпункт, отделение связи. 